# مذبحة باكلينك
مذبحة باكلينك هي مذبحة ما لا يقل عن 50 من البوشناق على يد جيش جمهورية صرب البوسنة في بلدية روغاتيكا في 15 يونيو 1992.

## الخلفية
قبل ذلك بيوم واحد نظمت بلدية فيسيغراد بقيادة الحزب الديمقراطي الصربي عملية ترحيل للمدنيين البوسنيين إلى بلدة أولوفو بالقرب من سراييفو. ومع ذلك في طريقها نحو بلدية روغاتيكا أوقف أفراد من جيش صرب البوسنة والهرسك من فيسيغراد الحافلات ونقلوا جميع الرجال إلى حافلة أخرى. أمضوا الليل في روغاتيكا وفي اليوم التالي تم نقلهم إلى باكلينك (الجحيم) إلى واد يسمى بروباست (سقوط) حيث تم إعدامهم بشكل منهجي وإلقاء جثثهم في الوادي الضيق. نجا رجل واحد فقط من المذبحة. الرجال المسؤولون عن هذه المجزرة لم يردوا بعد على جرائمهم. الأشخاص الوحيدون الذين أدينوا هم ميتار فاسيليفيتش ونيناد تاناسكوفيتش وسريدوي وميلان لوكيتش. تم القبض على رجل واحد بريدراغ ميليسافليفيتش في فيسيغراد في يونيو 2012 للاشتباه في مشاركته في المجزرة. المدنيون البوسنيون الذين تم ترحيلهم والذين تم ذبحهم جاءوا من القرى التالية في فيسيغراد: غورني ودوني دوبوفيك وفيليتوفو وشاغري وسمري وزوبا ودوبرون.
تم العثور على رفات هؤلاء البوسنيين الذين تم إعدامهم في عام 2000.